# Malária aviária
Malária aviária é uma doença parasitária das aves. É geralmente causada pelo Plasmodium relictum, um protista que infecta aves em regiões tropicais, podendo também ser provocada por Plasmodium anasum e Plasmodium gallinaceum, embora com menor expressão. A doença encontra-se disseminada globalmente, embora existam várias exceções. Geralmente a doença não mata as aves, devido à resistência obtida ao longo de milhares de anos de evolução. No entanto, a sua introdução em regiões onde a doença não exista pode implicar consequências devastadoras, uma vez que as aves não desenvolveram resistência.